# Aratinga ullblanca
L'aratinga ullblanca o aratinga d'ulls blancs (Aratinga leucophthalma) és una espècie d'ocell de la família dels psitàcids que habita boscos, manglars, palmerars i terres de conreu del sud-est de Colòmbia, Veneçuela, Trinitat i Guaiana i més cap al sud, per l'est de l'Equador i del Perú, i Brasil, fins a Bolívia, el Paraguai, nord d'Uruguai i de l'Argentina.